# 熊ケ根駅
熊ケ根駅（くまがねえき）は、宮城県仙台市青葉区熊ヶ根檀ノ原（あざだんのはら）にある、東日本旅客鉄道（JR東日本）仙山線の駅である。

## 歴史
- 1931年（昭和6年）8月30日：仙山東線愛子 - 作並間延伸に伴い開業[2][3]。
- 1937年（昭和12年）11月：行き違いを行うための線路とホームを増設。線名改称に伴い仙山線の駅となる。
- 1971年（昭和46年）4月1日：構内配線棒線化。貨物および荷物の扱いを廃止[4]。無人化[2][5]。
- 1983年（昭和58年）8月7日：駅舎改築[2]。
- 1987年（昭和62年）4月1日：国鉄分割民営化により、東日本旅客鉄道の駅となる[3]。
- 2020年（令和2年）10月1日：愛子駅の業務委託化に伴い、仙台地区センター管理下となる。
- 2024年（令和6年）10月1日：えきねっとQチケのサービスを開始[1][6]。

## 駅構造
単式ホーム1面1線を有する地上駅である。仙台地区センター管理の無人駅で、待合室内に乗車駅証明書発行機（乗り越し精算機対応）がある。
JRの特定都区市内制度における「仙台市内」の駅である。

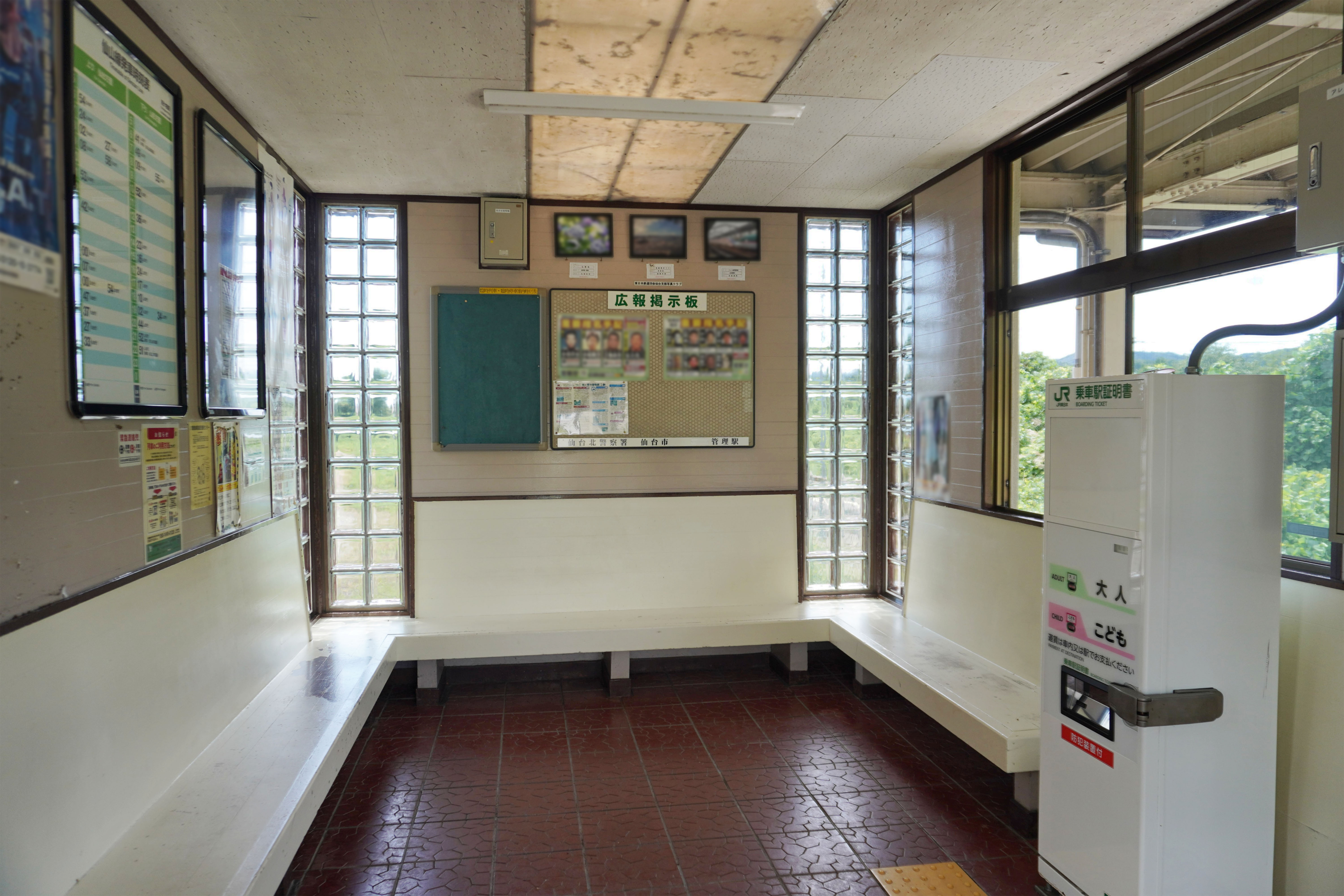
駅舎内（2023年9月）
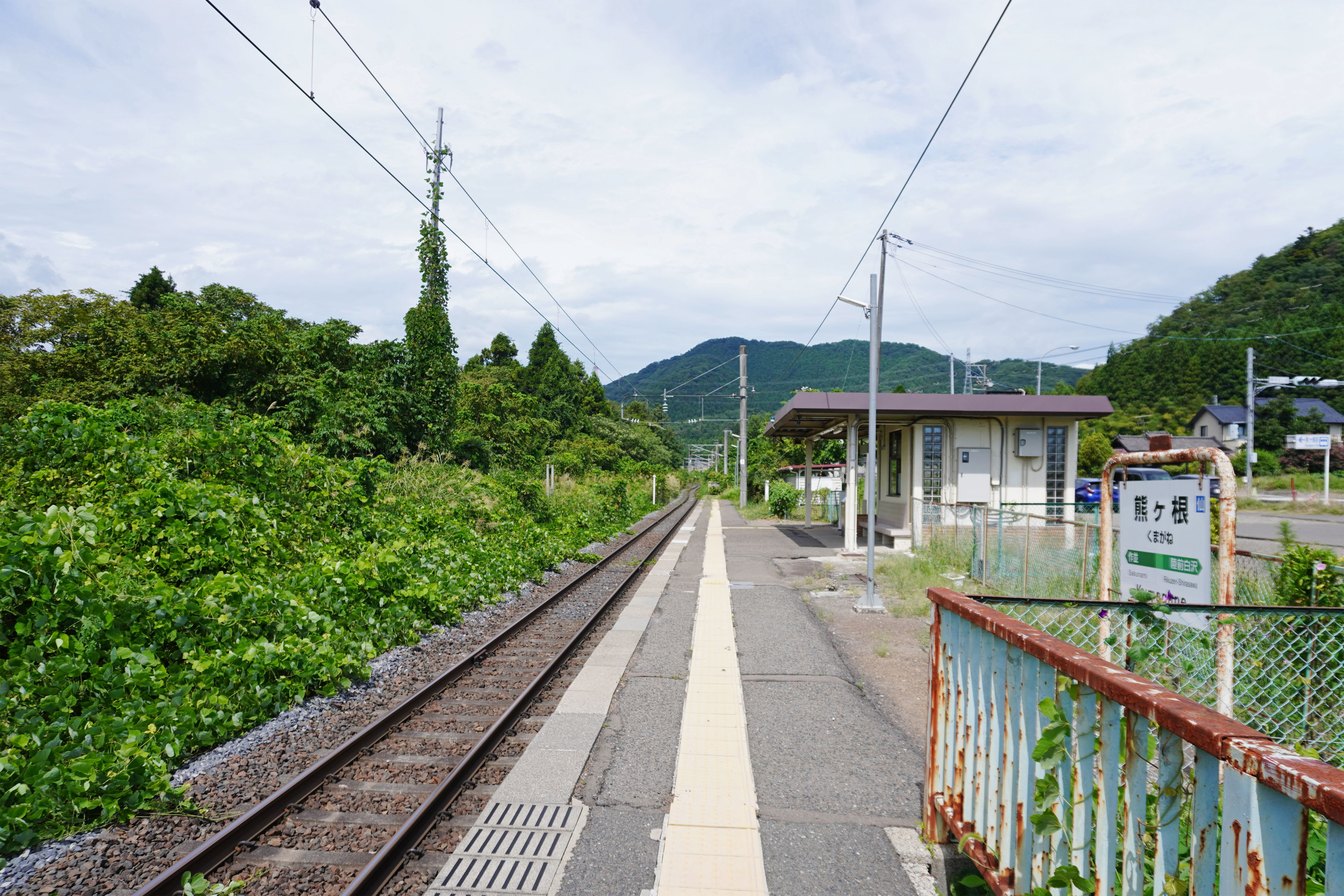
ホーム（2023年9月）

## 利用状況
1957年度（昭和32年度）- 2007年度（平成19年度）の1日平均乗車人員および貨物輸送の推移は以下のとおりであった。仙台市立広陵中学校の最寄り駅であり、作並駅から熊ケ根駅にかけて通学している生徒も利用している。
| 乗車人員・貨物輸送推移 | 乗車人員・貨物輸送推移 | 乗車人員・貨物輸送推移 | 乗車人員・貨物輸送推移 | 乗車人員・貨物輸送推移 | 乗車人員・貨物輸送推移 | 乗車人員・貨物輸送推移 |
| 年度                   | 1日平均乗車人員        | 1日平均乗車人員        | 1日平均乗車人員        | 貨物輸送               | 貨物輸送               | 出典                   |
| 年度                   | 普通                   | 定期                   | 合計                   | 貨物発                 | 貨物着                 | 出典                   |
| ---------------------- | ---------------------- | ---------------------- | ---------------------- | ---------------------- | ---------------------- | ---------------------- |
| 1957年（昭和32年）     |                        |                        | 299                    | 1.3t                   | 1.5t                   | [ 7 ]                  |
| 1960年（昭和35年）     |                        |                        | 335                    | 6.7t                   | 12.6t                  | [ 7 ]                  |
| 1970年（昭和45年）     |                        |                        | 261                    | 廃止                   | 廃止                   |                        |
| 1980年（昭和55年）     |                        |                        | 221                    | 廃止                   | 廃止                   |                        |
| 1999年（平成11年）     | 29                     | 84                     | 113                    | 廃止                   | 廃止                   | [ 8 ]                  |
| 2000年（平成12年）     | 25                     | 77                     | 102                    | 廃止                   | 廃止                   | [ 8 ]                  |
| 2001年（平成13年）     | 26                     | 78                     | 104                    | 廃止                   | 廃止                   | [ 8 ]                  |
| 2002年（平成14年）     | 28                     | 91                     | 119                    | 廃止                   | 廃止                   | [ 9 ]                  |
| 2003年（平成15年）     | 31                     | 87                     | 118                    | 廃止                   | 廃止                   | [ 9 ]                  |
| 2004年（平成16年）     | 29                     | 88                     | 117                    | 廃止                   | 廃止                   | [ 9 ]                  |
| 2005年（平成17年）     | 25                     | 82                     | 107                    | 廃止                   | 廃止                   | [ 9 ]                  |
| 2006年（平成18年）     | 24                     | 87                     | 111                    | 廃止                   | 廃止                   | [ 9 ]                  |
| 2007年（平成19年）     | 26                     | 79                     | 105                    | 廃止                   | 廃止                   | [ 10 ]                 |

## 駅周辺
熊ケ根地区の町の西の端にある。駅の北に線路とほぼ並行して国道48号が走る。国道をはさんだ駅前にセブンイレブンがあるが、駅前商店街と呼べるものはない。このセブンイレブンは国道48号仙台側の最後のコンビニであり、次のコンビニは29キロメートル先の山形県東根市猪野沢にある。
水田を隔てて仙台市立広陵中学校が駅から見える。東方には熊ヶ根郵便局がある。駅の南東にある第二広瀬川橋梁（熊ヶ根鉄橋）と熊ヶ根橋は、高い河岸段丘をまたぎこすため川面からの高さが約50メートルあり、全国でも有数の高さである。
なお、熊ケ根赤沢山のほうではそば店があり、その先に山道があるのがみられる。
- 熊ヶ根郵便局
- 塩流神社

## バス路線
「熊ケ根駅前」停留所にて、仙台市営バスの路線バスが発着する。
- S840：仙台駅前
- 840：作並温泉
- 843：熊ヶ根関

## 隣の駅
東日本旅客鉄道（JR東日本）
■仙山線
□快速
通過
■普通
陸前白沢駅 - 熊ケ根駅 - *（臨）西仙台ハイランド駅 - 作並駅
*打消線は廃駅